# Cameraria saliciphaga
Cameraria saliciphaga là một loài bướm đêm thuộc họ Gracillariidae. Loài này có ở Tajikistan, Turkmenistan và Uzbekistan.
Ấu trùng ăn Salix species (bao gồm Salix australior, Salix excelsa và Salix triandra). Chúng ăn lá nơi chúng làm tổ.